# Carlina Negra
Carlina Negra es un cultivar de higuera de tipo higo común Ficus carica, unífera (con una sola cosecha por temporada, los higos de otoño), con higos de epidermis con color de fondo negro oscuro con sobre color negro rojizo. Se cultiva en la colección de higueras de Montserrat Pons i Boscana en Llucmajor, Islas Baleares.

## Sinonimia
- sin sinónimos“,[4][6][7]

## Historia
Actualmente la cultiva en su colección de higueras baleares Montserrat Pons i Boscana, rescatada de un ejemplar o higuera madre localizada en el término de Llucmajor en Cugulutx, en la finca "can Reviu" propiedad de Biel Salvà i Prohens, campesino de arraigo y gran conocedor del mundo de la higuera.
La variedad 'Carlina Negra' nació de manera esporádica en "can Reviu" donde Biel Salvà su propietario plantó al lado de una higuera 'Carlina' cuatro ramas de esta, en cuatro hoyos para reproducirla, debido a su precocidad y ser muy prolífica, cualidades adecuadas para su ganado ovino. La sorpresa fue que al fructificar la del cuarto hoyo resultó ser negra, nada que ver con la higuera madre, por eso se la ha bautizado como 'Carlina Negra'.

## Características
La higuera 'Carlina Negra' es una variedad unífera de tipo higo común. Árbol de vigorosidad mediana, copa densa de ramaje con bastante follaje, emisión de rebrotes nula. Prolífica con cosecha en higos grandes de buena calidad. Sus hojas son de 3 lóbulos en su mayoría, y pocas de 1 lóbulo. Sus hojas con dientes presentes márgenes serrados poco marcados, poca pilosidad en el envés, con un ángulo peciolar obtuso. 'Carlina Negra' tiene un desprendimiento mediano de higos, un rendimiento productivo alto y periodo de cosecha prolongado. La yema apical cónica de color verde.
Los frutos de la higuera 'Carlina Negra' son higos de un tamaño de longitud x anchura:45 x 34mm, con forma urceolada bastante achatado, que presentan unos frutos grandes, simétricos de forma, uniformes de dimensiones, de unos 41,223 gramos en promedio, cuya epidermis es de un grosor delgado, fina al tacto, de consistencia blanda, color de fondo negro oscuro con sobre color negro rojizo. Ostiolo de 3 a 5 mm con escamas pequeñas rojas. Pedúnculo de 1 a 3 mm cilíndrico verde oscuro. Grietas longitudinales gruesas muy marcado y vistoso que va desde el cuello hasta la base del ostiolo, del que salen a la vez dos o tres grietas gruesas. Costillas poco marcadas. Con un ºBrix (grado de azúcar) de 25 de sabor dulce y sabroso, con color de la pulpa rojo claro. Con cavidad interna mediana, con aquenios pequeños y una cantidad mediana. Los frutos maduran durante un periodo de cosecha prolongado, de un inicio de maduración de los higos sobre el 22 de agosto al 4 de octubre. Cosecha de buena calidad con rendimiento productivo alto y periodo de cosecha prolongado.
Se usa en fresco en alimentación humana y en alimentación animal. Mucha facilidad de abscisión del pedúnculo y muy buena facilidad de pelado. Resistencia mediana a los accidentes climáticos, al transporte, así como al desprendimiento y bastante sensibles a la apertura del ostiolo.

## Cultivo
'Carlina Negra', se utiliza en fresco en alimentación humana, y alimentación animal (ganado porcino y ovino). Se está tratando de recuperar de ejemplares cultivados en la colección de higueras baleares de Montserrat Pons i Boscana en Llucmajor.